# 卡夸科
08°46′37″S 13°22′18″E / 8.77694°S 13.37167°E

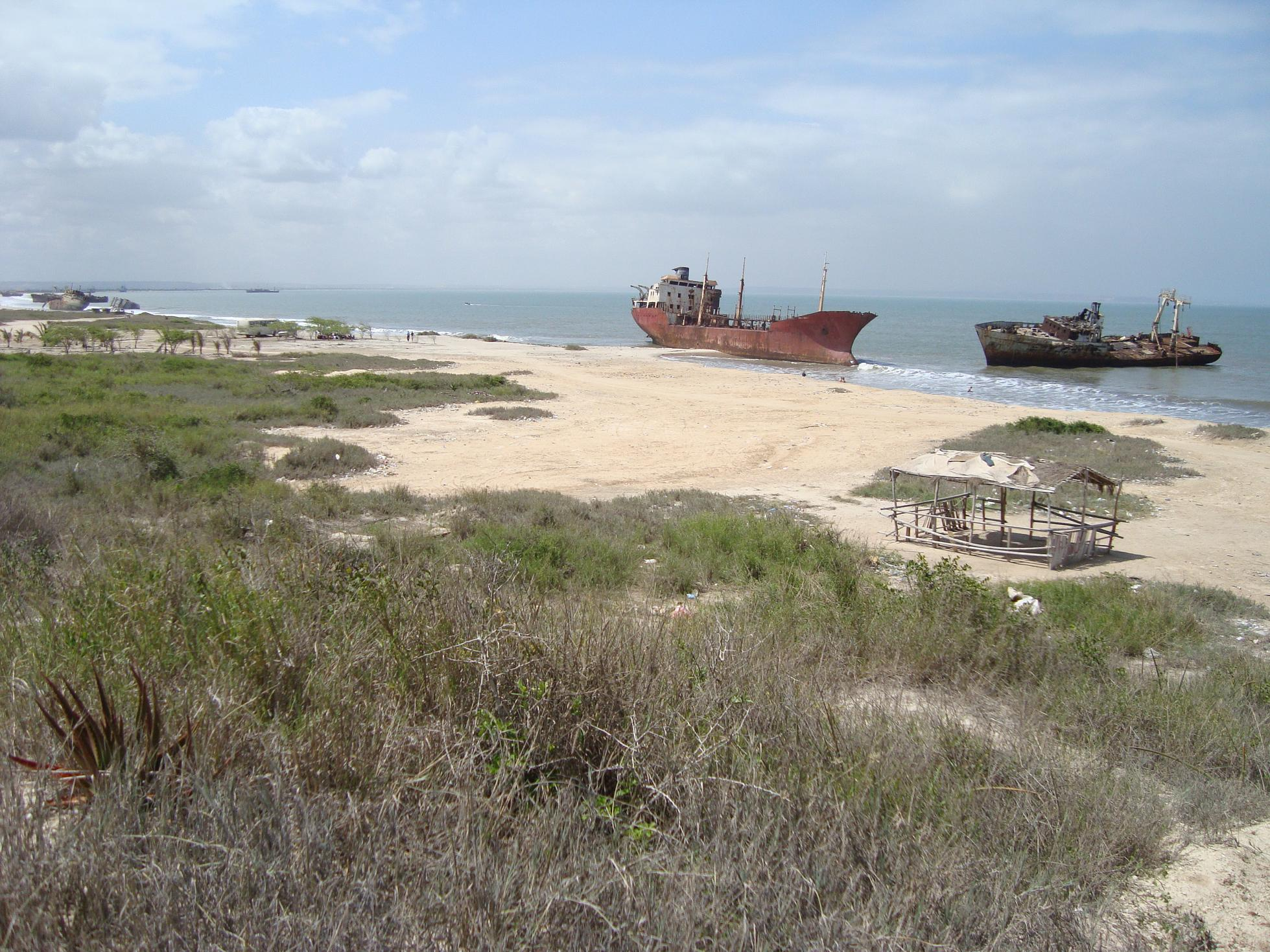
卡夸科的海岸

卡夸科（葡萄牙語：Cacuaco），是個位於安哥拉西北部的城鎮，由羅安達省負責管轄，面積571平方公里，海拔高度20米，2005年人口613,000，人口密度每平方公里1,074人。